# Myrsine nigricans
Myrsine nigricans är en viveväxtart. Myrsine nigricans ingår i släktet Myrsine och familjen viveväxter.

## Underarter
Arten delas in i följande underarter:
- M. n. nigricans
- M. n. ouinensis